# Stefan Olsdal
Stefan Olsdal, all'anagrafe Stefan Alexander Bo Olsdal (Göteborg, 31 marzo 1974), è un bassista, chitarrista e tastierista svedese con cittadinanza britannica, cresciuto tra Svezia e Lussemburgo, cofondatore dei Placebo.
I suoi progetti musicali più recenti includono Hotel Persona, Digital21 + Stefan Olsdal (assieme allo spagnolo Miguel L. Mora, conosciuto come Digital21), Made for Humans (un altro progetto a parte con Miguel L.Mora).

## Biografia
Nato a Göteborg (Svezia) all'età di 8 anni si trasferisce con la famiglia in Lussemburgo a Bettange-sur-Mess, una frazione di Dippach, dove frequenta l'American International School of Luxembourg della capitale, la stessa di Brian Molko che conosce quando ha 11 anni ma con il quale non instaura ancora nessun rapporto di amicizia. Inizia a suonare la batteria nell'orchestra della scuola nel 1987, ma finirà per abbandonare questo strumento per il basso e il pianoforte, che gli avrebbero permesso molto più facilmente di mettersi in mostra.
All'età di 16 anni ritorna in Svezia, dove completa le scuole superiori, per poi trasferirsi con la famiglia a Londra nel 1993, dove inizia a frequentare il Musicians Institute.
Qui Stefan incontra Brian Molko fuori della stazione metropolitana di South Kensington e scoprono di avere molti più interessi in comune di quanto credessero. Stefan rimane colpito dal modo di suonare e dalla voce di Brian così gli propone di formare un gruppo, insieme al suo amico Steve Hewitt. Successivamente, al momento di formare i Placebo, Hewitt non potrà partecipare a causa di impegni con un'altra band. Per i primi anni il batterista sarà Robert Schultzberg, poi (fino al 2007) tornerà Hewitt.
Il suo primo basso è un Fender Precision, come quello di Steve Harris degli Iron Maiden, anche se Stefan più che imitare qualcuno preferisce essere creativo e formarsi come autodidatta. Ha dichiarato che fra gli artisti che lo hanno influenzato ci sono Depeche Mode, Eurythmics, ABBA, Iron Maiden, The Cure e David Bowie.

### Vita privata
Parla correttamente la lingua svedese, inglese, spagnola e francese. Nel 2018 ha ottenuto la cittadinanza britannica.
È apertamente gay. Ha una relazione con il musicista spagnolo David Amen (con il quale collabora nel progetto musicale Hotel Persona) dal 1994, conosciuto la settimana prima di formare i Placebo. La coppia ha un figlio di nome Bosco.

## Collaborazioni
- 2013: El Encanto. EP di Lantana (cantante): Musicista e mixer.[4]
- 2013: La noche de los muertos vivientes. Single di Lantana (cantante): Produttore, musicista, mixing e mastering.[5]
- 2007: Siempre - Hotel Persona. Remix per Lantana: Remixer.[6]

## Hotel Persona

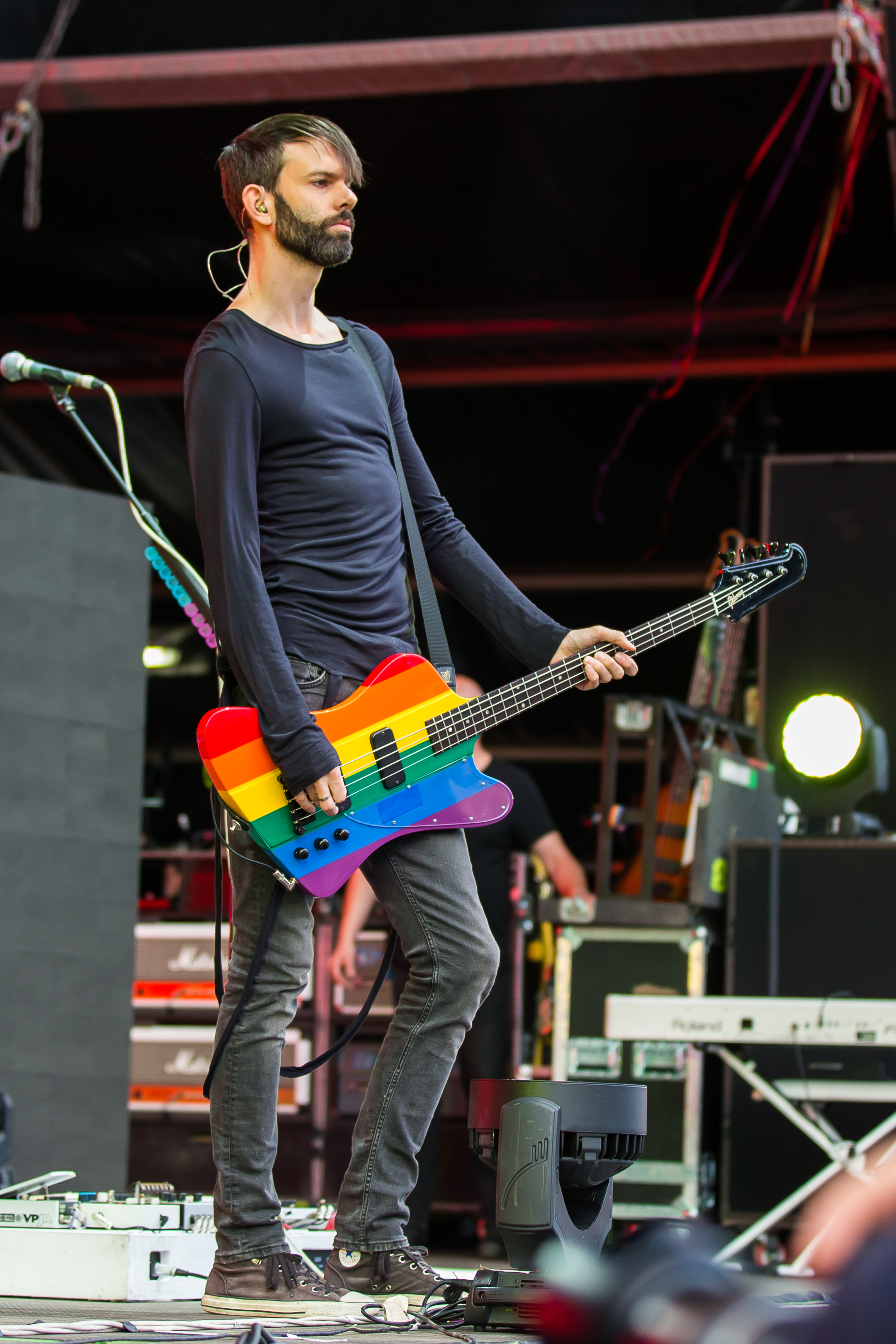
Stefan Olsdal in concerto nel 2014

Il progetto Hotel Persona inizia con Olsdal e David Amen che fanno da dj per le feste a casa di amici; viene reclutato Javier Solo per cantare in spagnolo, mentre Olsdal si occupa della parte in inglese. Come Hotel Persona, Olsdal e Amen hanno effettuato numerosi DJ set in città come Milano, Parigi, Londra, Barcellona e Rio. Hanno anche remixato canzoni di band famose, tra cui gli stessi Placebo, i Queens of the Stone Age e gli She Wants Revenge.
Il loro album di debutto In the Clouds è stato registrato e mixato a Londra, Madrid e New York dopo due anni di lavoro e vanta la partecipazione di numerosi artisti, come Brian Molko, Richard Gere, Samantha Fox, Miguel Bosé e Alaska.

## Digital21 + Stefan Olsdal e Made For Humans
Entrambi i progetti Digital21+Stefan Olsdal e Made For Humans sono composti da Olsdal e Miguel López Mora, rinomato produttore e disc jockey spagnolo, conosciuto in Spagna e all'estero come Digital21. Con Digital21 Olsdal compone e partecipa como musicista in pezzi elettronici ed orchestrali, data la passione di entrambi per musica elettronica, rock e classica.
Digital21+Stefan Olsdal hanno lanciato diversi singoli e remixes, alcuni dei quali in collaborazione con altri cantanti e produttori.
Il nuovo progetto Made For Humans, lanciato nel 2020, è stato inaugurato da un EP chiamato Open Forest, seguito dal lancio dell'album Made for Humans, una collezione di pezzi classici/elettronici d'ambiente.